# 二酢酸ナトリウム
二酢酸ナトリウム（にさくさんナトリウム、英 Sodium diacetate）は、化学式NaH(C2H3O2)2で表される錯化合物。酢酸と酢酸ナトリウムとを1:1で混合させて得られる。CAS番号は126-96-5、E番号はE262。日本では食品添加物の認可は受けていないが、JECFAでは防黴剤や金属封鎖剤、防粘剤での使用を考慮し、一日許容摂取量を15mg/kg/day以下と定めている。

## 参考資料
- chemicalbook.com